# کوکتیوبی
کوکتیوبی (به لاتین: Koktyubey) یک منطقهٔ مسکونی در روسیه است که در داغستان واقع شده‌است.